# John Farrell (rychlobruslař)
John O'Neil Farrell (28. srpna 1906 Indiana, Indiana – 20. června 1994 Evergreen Park, Illinois) byl americký rychlobruslař.
Startoval na Zimních olympijských hrách 1928, kde dosáhl svého největšího úspěchu. V závodě na 500 m získal bronzovou medaili, dále byl osmý na patnáctistovce a sedmnáctý na trati 5000 m. O čtyři roky později se zúčastnil zimní olympiády 1932, kde se na půlkilometrové distanci umístil na 6. místě. Na Mistrovství světa téhož roku skončil čtrnáctý.